# آریان (فیلم ۲۰۰۶)
آریان (به انگلیسی: Aryan) فیلمی هندی محصول سال ۲۰۰۶ و به کارگردانی آبیشک کاپور است. در این فیلم بازیگرانی همچون سهیل خان، اسناها اولال، ایندر کومار، پانت ایثار، فریده جلال، ساتیش شاه، کاپیل دیو، احساس چانا و فردین خان ایفای نقش کرده‌اند.